# Anobrium punctatum
Anobrium punctatum là một loài bọ cánh cứng trong họ Cerambycidae.